# Marie Søndergaard Lolk
Marie Søndergaard Lolk, född 1981 i Randers, är en dansk målare.
Marie Søndergaard Lolk utbildade sig på Det Kongelige Danske Kunstakademi 2002-08. Hon fick Carnegie Art Awards stipendium för unga konstnärer 2010.